# Danish Air Transport

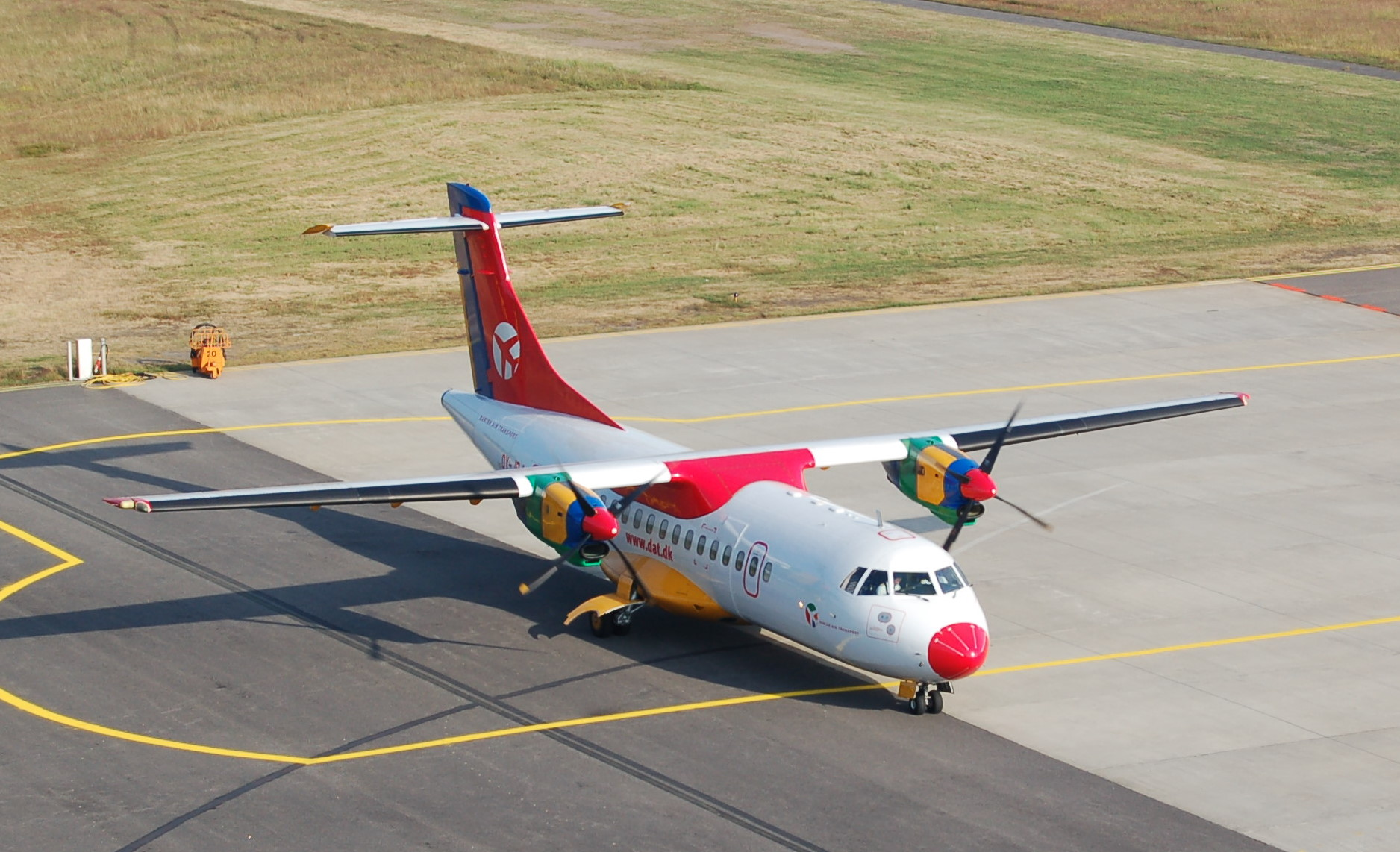
Máy bay ATR 42-300 của Danish Air Transport tại thềm đậu Sân bay Bornholm

Danish Air Transport viết tắt DAT (mã IATA = DX, mã ICAO = DTR) là hãng hàng không tư Đan Mạch, trụ sở ở "Vamdrup" (Jutland). DAT có căn cứ chính tại Sân bay Esbjerg, Sân bay Copenhagen (Đan Mạch) và Sân bay Florø (Na Uy)

## Lịch sử
Danish Air Transport được thành lập năm 1989 bởi Jesper và Kirsten Rungholm. Ban đầu hãng chỉ có 1 máy bay hiệu "Short Skyvan SC-7" chở đủ mọi thứ từ bưu phẩm, thư tín và cả ngựa đua cùng các phụ tùng tới châu Phi trong thời gian có cuộc đua lớn rally Paris-Dakar (Sénégal) hàng năm. Từ năm 1994 hãng chở khách thuê bao và hàng hóa. Từ ngày 18.11.1996 hãng chở khách trên các tuyến bay cố định. Một trong các việc chuyên chở mới nhất của hãng là chở đội cấp cứu lưu động khắp châu Âu. Tháng 12 năm 2004 hãng mở vài chuyến bay thử từ Copenhagen tới quần đảo Faroe nhưng nhận thấy loại máy bay ATR 42 không thích hợp cho tuyến đường này mà phải dùng loại máy bay khác. Tuy nhiên đến mùa hè năm 2007 hãng cũng chưa khai thác tuyến đường này. Ngày nay Jesper và Kirsten Rungholm nắm 60% vốn của hãng, số còn lại là các nhà đầu tư khác. DAT cũng sở hữu hãng hàng không DOT LT trụ sở ở Liepaja (Latvia) và 15% Vildanden (hãng hàng không) (Na Uy)

## Các nơi đến
Các nơi đến cố định của DAT (tháng 9/2007)
- Đan Mạch

- Billund
- Bornholm
- Copenhagen
- Sân bay Esbjerg

- Latvia

- Liepaja
- Palanga

- Na Uy

- Bergen
- Sân bay Florø
- Oslo
- Stavanger

- Đức

- Hamburg

## Đội máy bay
Đội máy bay của DAT (tháng 3/2007)
- 2 ATR 72-201/202
- 6 ATR 42-300/320
- 1 Raytheon Beech 1900D Airliner